# Bethlehem (Bern)

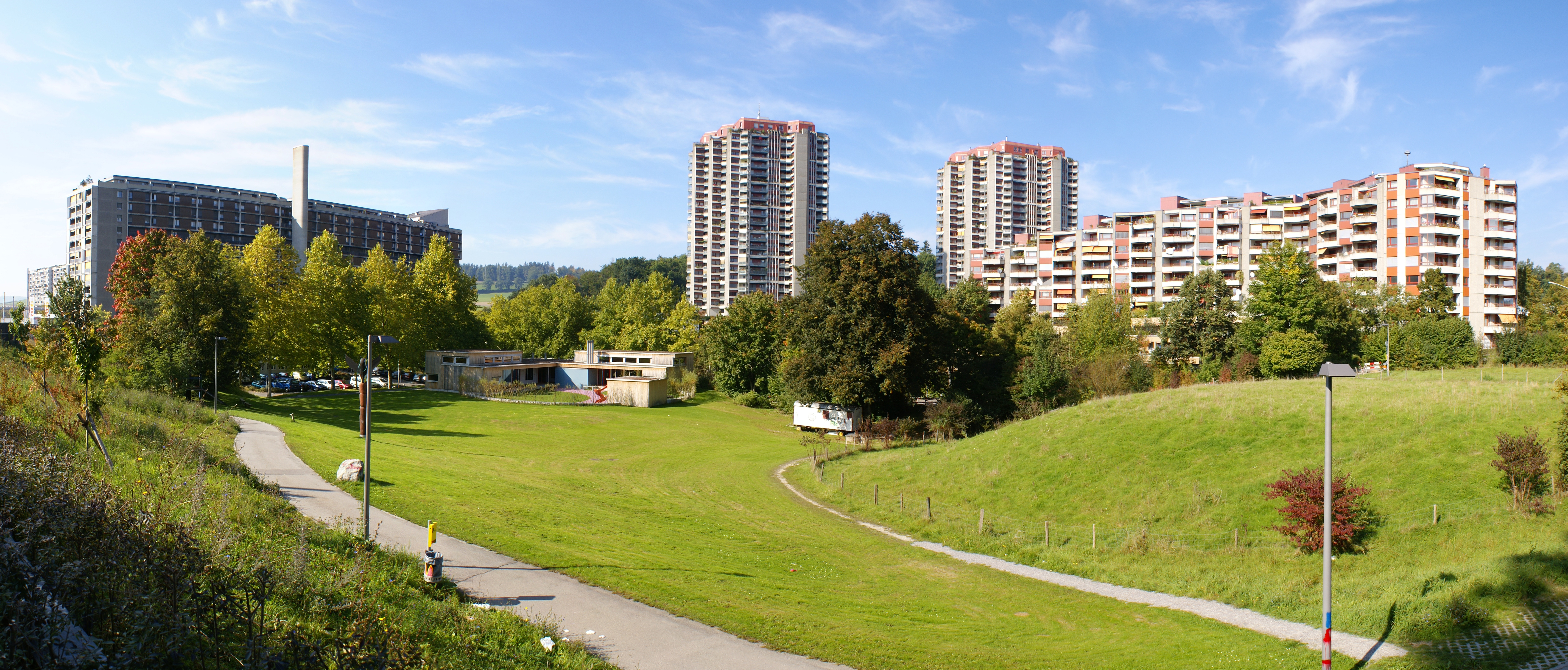
Gäbelbach und Holenacker

Flugaufnahme 1967

Bethlehem ist ein statistischer Bezirk im Stadtteil Bümpliz-Oberbottigen (VI) im Westen der Stadt Bern. Zu Bethlehem gehören Riedern, Eymatt, Eichholz, Bethlehemacker, Altes Bethlehem, Untermatt, Blumenfeld, Ackerli, Tscharnergut, Brünnen, Gäbelbach und Holenacker. Die Bahnstrecke Bern–Neuenburg bildet die Grenze zu Bümpliz.

## Geschichte
Aufgrund von Funden aus frühmittelalterlichen Gräbern lassen sich die ältesten Spuren menschlicher Aktivitäten in Bethlehem im 6.–7. Jahrhundert verorten.
Bethlehem war ein kleinerer Weiler auf dem heutigen Territorium von Blumenfeld und Altes Bethlehem. Bis Ende des 19. Jahrhunderts war die Gegend landwirtschaftlich geprägt. Als altes Gemeindegebiet von Bümpliz  befand es sich im Grenzgebiet zwischen Burgunden im Westen und Alemannen im Osten. Für die Namensherkunft (seit 1508 schriftlich belegt) gibt es vier Theorien: (1) Das nahe Kloster des Deutschritterordens hatte einen Prozessionsweg errichtet. An die Stationen dieses Weges erinnern neben Bethlehem die noch auf alten Landkarten zu findenden Bezeichnungen «Jerusalem» und «Jordanbach» im Bremgartenwald. Bethlehem wurde dann auf die sich daraus entwickelnde Dorfschaft in der Gemeinde Bümpliz übertragen. (2) Aus dem Jahr 1688 ist auch eine Umschreibung als «Bethelhem» überliefert, womit die Bezeichnung von den Namen Berchtold («Berthel») oder Bado («Badilo», «Betilin») abgeleitet sein könnte. ‑hem bedeutet dann Heim. (3) Unergiebiges Ackerland wurde früher als «Bethlehemsacker» bezeichnet. (4) Es ist möglich, dass Bethlehem aufgrund armer Niedergelassener ursprünglich «Bettelheim» hiess. In beiden letztgenannten Fällen hätte erst später eine Angleichung an den Namen des biblischen Orts stattgefunden.
1918 stimmen die Bümplizer mit 631 Ja gegen 17 Nein dem Eingemeindungsvertrag mit Bern zu, der 1919 vollzogen wurde; wirtschaftliche Gründe waren dafür massgeblich.
Wegen der Wohnungsnot während und nach dem Zweiten Weltkrieg wurde der Wohnungsbau intensiviert. Es entstand eine «patchworkartige Anordnung unabhängiger Siedlungen». Auch der Bauboom in den Sechziger- und Siebzigerjahren änderte dies nicht. Die Grossüberbauungen erfolgten isoliert voneinander, sie waren jeweils nur in sich einheitlich gestaltet. Bümpliz-Bethlehem wurde zu einer Vorstadt von Bern mit heterogenem Charakter ohne klar zu erkennendes Zentrum. Mitte der Achtzigerjahre war im Grunde alles fertig gebaut. Es gibt kaum noch Möglichkeiten, grosse städtebauliche Veränderungen durchzuführen. Trotzdem fanden und finden einige Verdichtungen der Besiedlung statt. Da viele Gebäude denkmalgeschützt sind, ist ein Abriss und Neubau zumindest erschwert.

## Bebauung
Die Bebauung besteht zu einem Grossteil aus grossen Wohnblöcken (die ersten, die in der Schweiz gebaut wurden). Die bekanntesten Hochhaussiedlungen heissen Tscharnergut, Gäbelbach, Bethlehemacker und Holenacker. Da sie für die damalige Zeit wegweisend waren, sind einige der Gebäude heute geschützt, sie gelten als von denkmalpflegerischem Interesse. Ausserdem sind Ein- und Mehrfamilienhäuser und Reihenhäuser vorherrschend, die überwiegend auch aus der Nachkriegszeit stammen.
Bern-Bethlehem weist zusammen mit Bümpliz eine der bedeutendsten Architekturlandschaften der Nachkriegszeit der Schweiz auf. Als Bern nach dem Zweiten Weltkrieg erstmals über 100’000 Einwohner zählte, musste dringend neuer Wohnraum geschaffen werden, und so kauften Baukonsortien und die Stadt Bern viele der grossen bernburgerischen Landgüter im heutigen Stadtteil VI auf, um auf ihnen zuerst grosse Ein- und Mehrfamilienhausquartiere wie z. B. den Bethlehemacker, die Meienegg, später auch grossflächige Wohnüberbauungen wie z. B. das Tscharnergut oder den Gäbelbach, zu errichten.
Die einzig mögliche Erweiterung erfolgte später nach Westen, Brünnen wurde auf vorher landwirtschaftlich genutztem Gebiet ab 2004 errichtet.
Unter dem Namen Chantier Bethlehem West wurde im November 2019 der Entwurf eines Masterplans vorgestellt, wie die Stadtentwicklung bis 2030 in Bethlehem geplant werden soll. Vor allem durch Innenverdichtung sollen 1'500 weitere Wohnungen für 3'000 Einwohner, dazu auch Gewerbe-/Dienstleistungsfläche und Einkaufsfläche gewonnen werden. 2000 neue Arbeitsplätze sollen entstehen.
Die Erweiterung von Bern (geplant sind bis 2030 17'000 neue Bewohner) soll auch im Westen erfolgen, indem neben einer Verdichtung (für Bethlehem) weitere Wohnungen «auf der grünen Wiese» gebaut werden sollen, vorgesehen scheint dafür Niederbottigen.

## Bevölkerung
Die Wohnbevölkerung betrug 2022 13'700 Personen, davon 8'092 Schweizer und 5'608 Ausländer. Mit 40,9 % hatte Bethlehem den höchsten Ausländeranteil aller Aussenquartiere der Stadt Bern. Von allen statistischen Bezirken hat nur das angrenzende Bümpliz mit 16'912 gemeldeten Einwohnern noch mehr Einwohner als Bethlehem.

## Geographie
Bethlehem liegt im Westen der Stadt Bern. Im Norden wird Bethlehem durch den Grossen Bremgartenwald abgegrenzt, auf den die Eymatt folgt. Diese liegt südlich des Wohlensees, auf den wiederum Hinterkappelen folgt. Östlich von Bethlehem liegt das Quartier Neufeld, südöstlich der Stöckacker, südlich Bümpliz und südwestlich Oberbottigen. Im Westen – aber bereits direkt südlich des Quartierteils Gäbelbach – befindet sich der Entwicklungsschwerpunkt Brünnen mitsamt dem 2008 eröffneten Shopping- und Erlebniscenter «Westside». Der Stadtbach fliesst teilweise durch Bethlehem.

## Verkehr
Bethlehem ist verkehrstechnisch gut erschlossen. Neben mehreren Hauptstrassenanschlüssen hat Bethlehem eine eigene Autobahnauffahrt der A1 namens Bern-Bethlehem. Bethlehem selbst wird durch die Bernmobil Tramlinie 8 sowie die Postautolinie 101 bedient. Zudem fahren samstags und sonntags in den frühen Morgenstunden mehrere Moonlinerlinien Richtung Bethlehem und weiter.
Mit dem Bau der Siedlung Brünnen (Westside) hat seit dem Jahr 2009 auch das Gebiet um den Gäbelbach seine eigene S-Bahn-Station. Zudem wird der Bahnhof Bümpliz Nord im Süden von Bethlehem von mehreren S-Bahn-Linien bedient.

## Sehenswürdigkeiten

### Einzelbauten

#### Reformierte Kirche und Kirchgemeindehaus

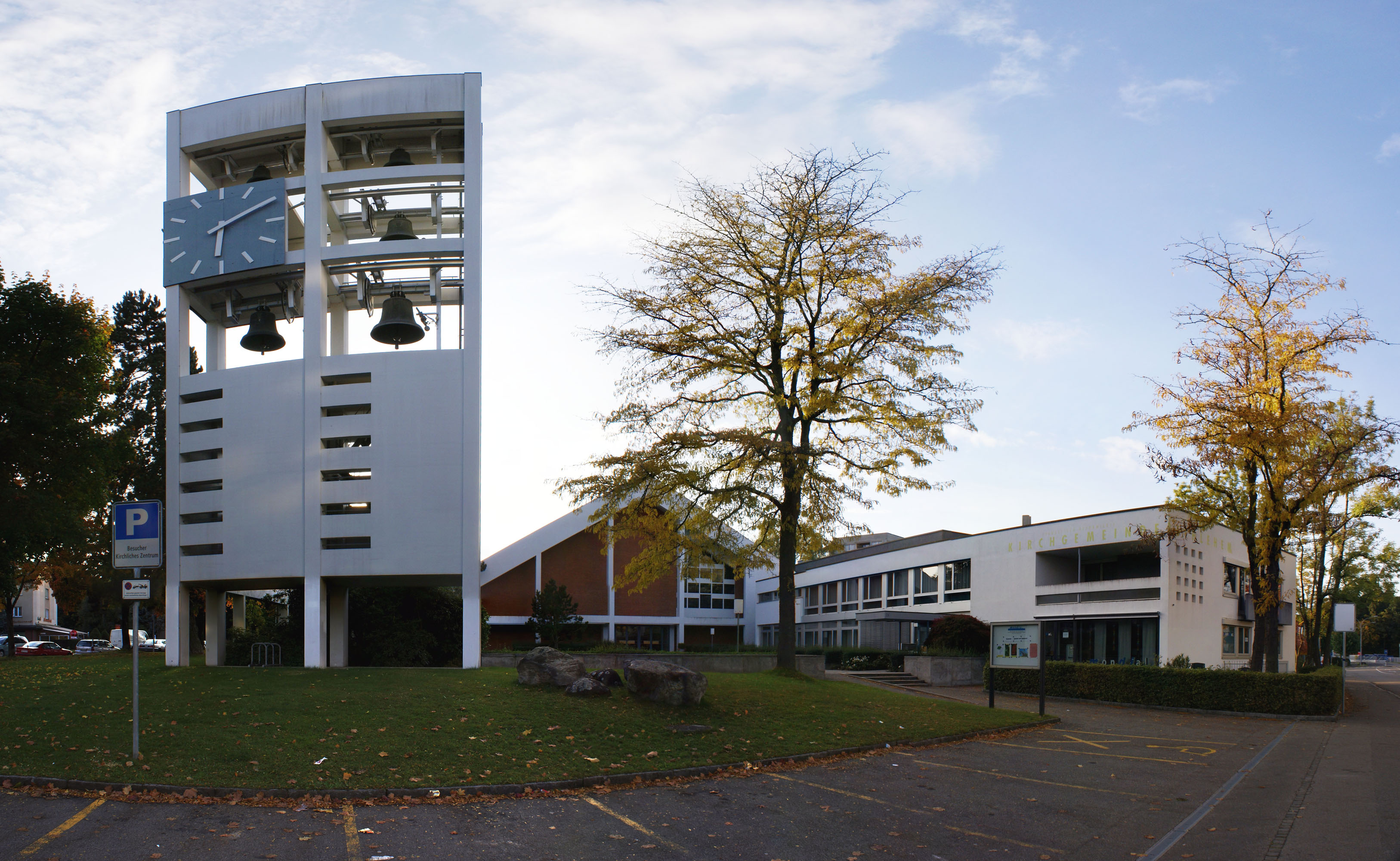
Reformierte Kirche Bern-Bethlehem mit Glockenturm (links) und Kirchgemeindehaus (rechts)

Die reformierte Kirche und das dazugehörige Kirchgemeindehaus wurden 1958–1960 durch den Architekten Werner Küenzi (1921–1997) als Teil der letzten Etappe der Siedlung Bethlehemacker I im Stil der Nachkriegsmoderne erstellt.

## Sonderpoststelle
Jedes Jahr in der (Vor-)Weihnachtszeit richtete die Post in Bern-Bethlehem eine Sonderpoststelle ein, bei der Briefe vor Ort mit einem Sonderpoststempel abgestempelt werden konnten. Nach der Schliessung des Weihnachtspostamts war die Sonderpoststelle während einer Woche im Dezember im Quartierzentrum Tscharnergut eingerichtet. Ende 2019 öffnete auch diese zum letzten Mal. Der Stempel ist weiterhin via Stempelservice der Post erhältlich: Weihnachtspost kann künftig in der normalen Postfiliale Bern-Bethlehem aufgegeben werden, gestempelt werden auch an «3027 Bethlehem» eingesandte Briefsendungen.